# Sked

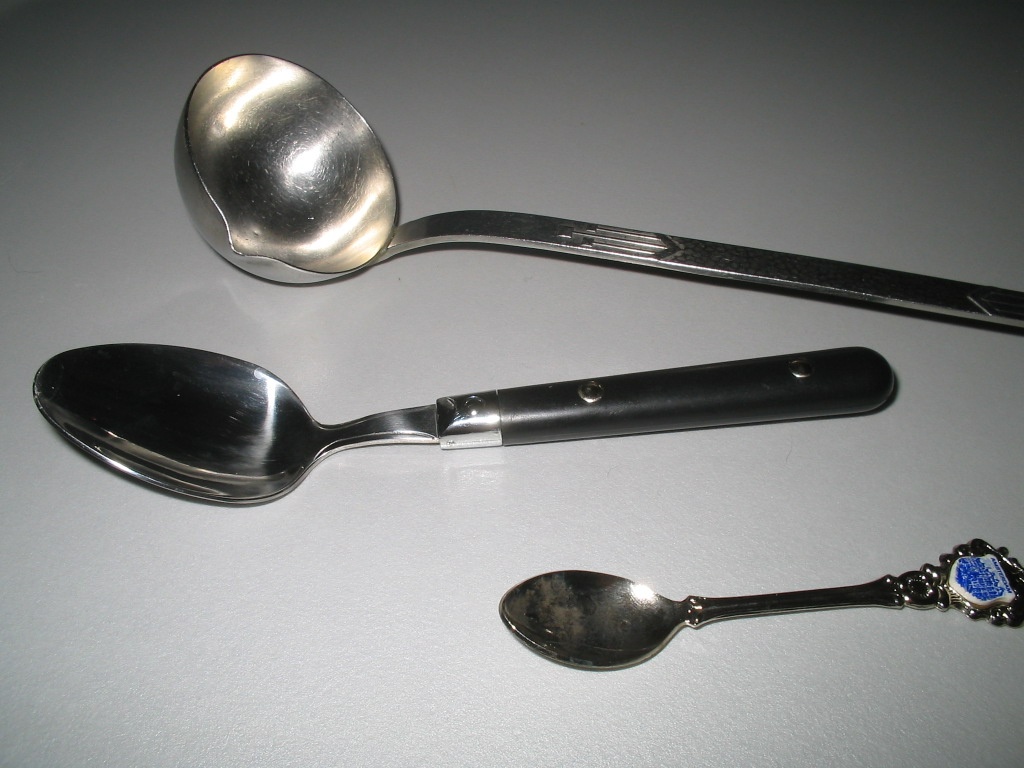
Skedar av olika storlek; en slev, en matsked och en souvenirsked i teskedsstorlek.

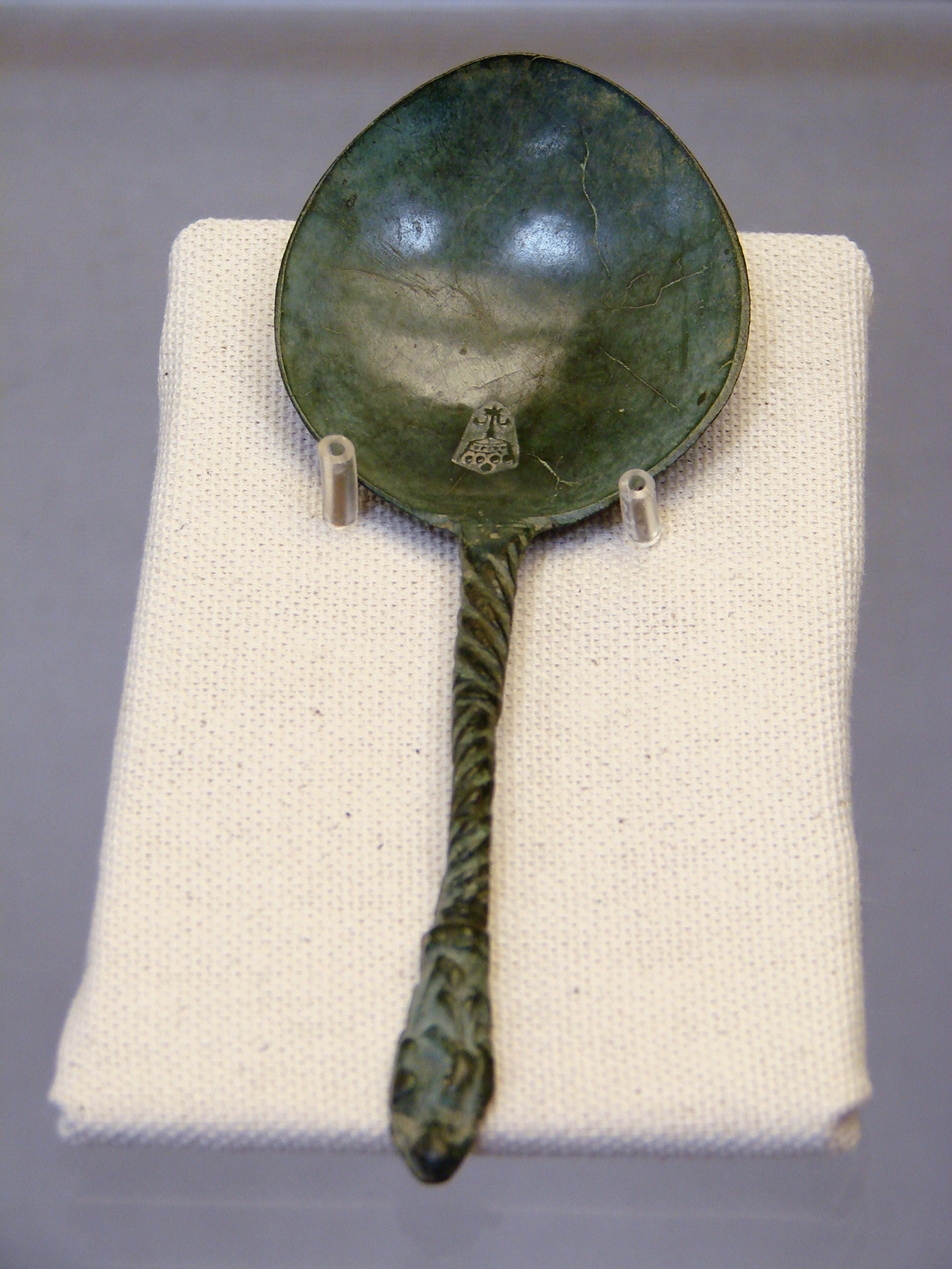
Medeltida sked i brons.

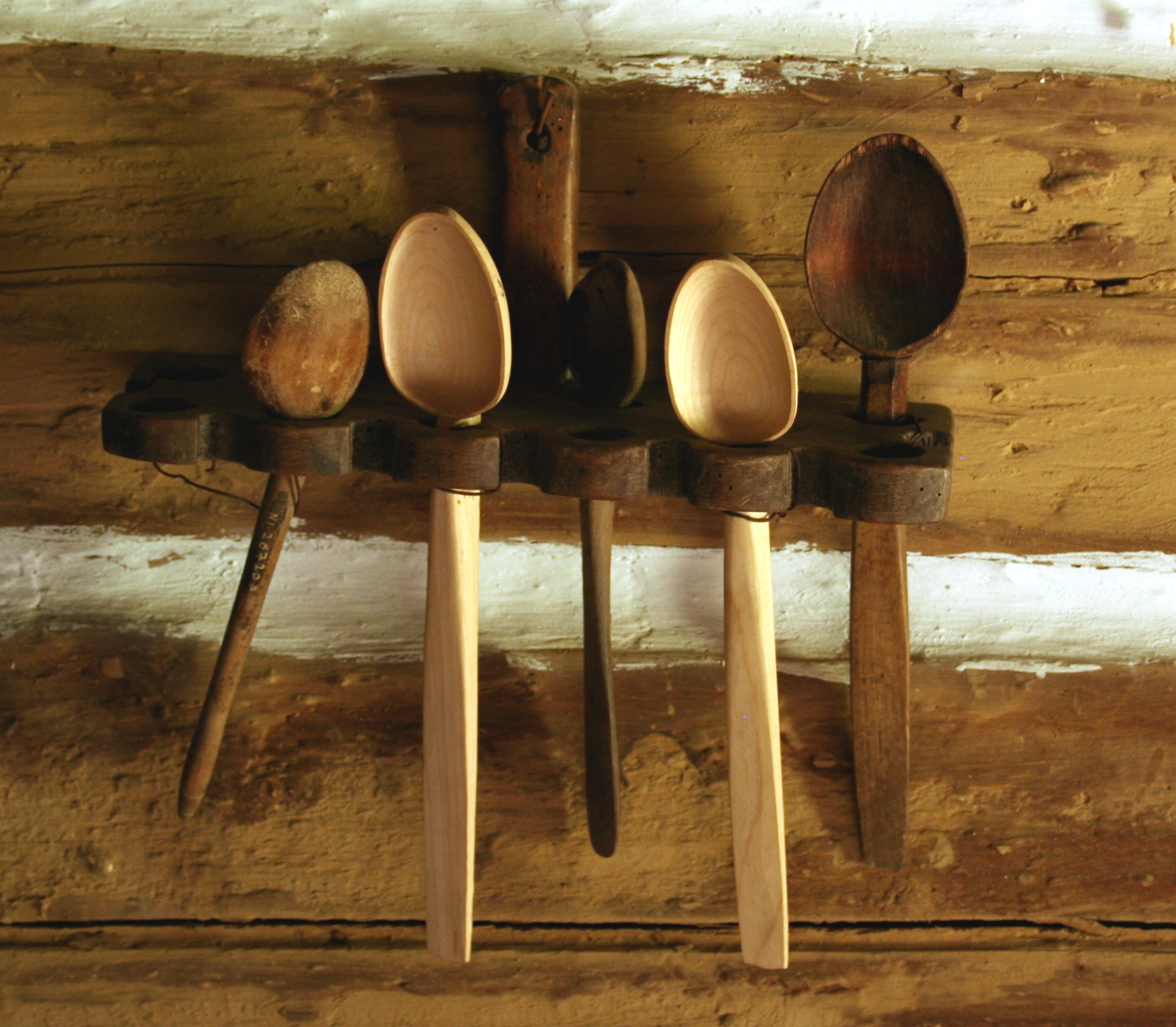
Skedhäck med träskedar.

En sked är ett redskap som används för ätande och servering. Skedar används oftast för att äta flytande föda, pulver, korn, gryn eller annan mat. Den består av en grund skål, skedbladet, och ett skaft. Alltefter storlek och användning skiljer man mellan matskedar, dessertskedar, teskedar, kaffeskedar, mockaskedar (för kaffe i helt små koppar), syltskedar (vilkas blad är bredare fram- än baktill), ströskedar (med runda perforerade blad, för socker), farsskedar (härstammar från Iran) med flera.
Skeden tillverkas av olika hårda material, såsom rostfritt stål, nysilver, silver, trä, horn, ben, plast, porslin och tenn. En större sked som används i matlagningen eller för att förflytta mat från serveringskärl till tallriken kallas ofta slev.
Sked ingår tillsammans med kniv (bordskniv) och gaffel i ett matbestick som används vid en måltid.

## Historia
Skedar gjorda av ben, trä, lergods eller horn är kända sedan människans äldsta tid. Under medeltiden i Sverige kom silverskedar. Medeltida skedar hade ofta mer cirkelformiga skedblad och kortare skaft än nutida skedar. Silverskedar blev tidigt en statussymbol och fungerade som penningplacering samt som dyrbar gåva vid till exempel dop och bröllop. Skedar av trä förekom i mindre rika hem sent in på 1800-talet.
Ordet "sked" med denna betydelse är belagt i svenska språket sedan 1385.